# Забеле (гмина Кольно)
Забеле (пол. Zabiele) — деревня в Кольненском повете Подляского воеводства Польши. Входит в состав гмины Кольно. По данным переписи 2011 года, в деревне проживало 940 человек.

## География
Деревня расположена на северо-востоке Польши, на расстоянии приблизительно 5 километров (по прямой) к юго-западу от города Кольно, административного центра повета. Абсолютная высота — 113 метров над уровнем моря. Через Забеле проходит региональная автодорога .

## История
Согласно «Списку населенных мест Ломжинской губернии», в 1906 году в деревне Забеле проживало 1529 человек (781 мужчина и 748 женщин). В конфессиональном отношении большинство население деревни составляли католики (1515 человек), остальные — евреи (7 человек), лютеране (5 человек) и православные (2 человека). В административном отношении деревня входила в состав гмины Червоне Кольненского уезда.
В период с 1975 по 1998 годы Забеле являлась частью Ломжинского воеводства.